# Fitoestrógeno
Los fitoestrógenos son compuestos químicos no esteroideos, que se encuentran en los vegetales pero son similares a los estrógenos humanos, y con acción similar (efecto estrogénico) u opuesta (efecto antiestrogénico) a estos. Normalmente se encuentran en muy pequeñas cantidades en los alimentos. Su actividad estrogénica se debe sobre todo a su similitud química con las hormonas animales. Los micoestrógenos tienen efectos similares.
Su relevancia para la nutrición aún está en investigación en aspectos como el efecto en la regulación del colesterol o el mantenimiento de la densidad ósea en la menopausia. Dado que la ingestión de estos compuestos está relacionada con unos determinados hábitos alimentarios, es difícil diferenciar la verdadera causa de los efectos positivos.

## Composición y Tipos
Estos compuestos son principalmente flavonoides. Los mejor conocidos son las isoflavonas que se encuentran habitualmente en la soja y en el trébol rojo. El lignano también es un fitoestrogeno importante aunque no es un flavonoide.
Estos fitoestrógenos pueden identificarse de varias formas, entre otras:
- Isoflavonas
- Lignanos
- Cumestanos

Las isoflavonas se encuentran en una gran variedad de plantas y vegetales, en especial en las leguminosas y gramíneas. Dos de las especies más abundantes en estos compuestos químicos son la soja y el trébol rojo.
Para ejercer su acción beneficiosa sobre el organismo, deben ser alterados por la flora intestinal y luego metabolizadas y transformadas a nivel hepático.

## Efectos sobre la salud humana

### Efecto anticancerígeno
Las isoflavonas tienen un demostrado efecto anticancerígeno, a través de variados mecanismos hormonales y no hormonales, muchos de los cuales aún están en estudio. Es importante aclarar que muchos de estos estudios se han realizado con dosis de fitoestrógenos muy altas, imposibles de alcanzar con la dieta, no existiendo hasta el momento actual un consenso acerca de los reales efectos de la ingesta de isoflavonas con la dieta. Según parece, el mayor efecto protector se obtendría frente a tumores de mama, colon y próstata.
En el caso de tumores de mama, sin embargo, no existe consenso acerca de los efectos anticancerígenos. En se citan estudios que sugieren tanto que puede tener un efecto protector como que puede tener un efecto promotor del cáncer de mama, en función de factores que aún requieren de mayor estudio.

### Efecto de disminución del riesgo de enfermedades cardiovasculares
Numerosos estudios han demostrado también que el consumo de alimentos ricos en fitoestrógenos, modifica algunos de los factores de riesgo de enfermedad cardiovascular, en especial las dislipidemias, por lo que reduce el riesgo de este tipo de enfermedades.

### Efecto en los trastornos menopáusicos
Por su actividad estrogénica, se ha difundido su uso para aliviar los síntomas propios de la menopausia. Al cabo de numerosas investigaciones pudo comprobarse que el comportamiento dietético de la población tradicionalmente consumidora de fitoestrógenos (en China) se tradujo en una menopausia tardía y menos trastornos ligados a la menopausia.

## Equilibrio hormonal
Existen evidencias que indican que los fitoestrógenos podrían ayudar a equilibrar los niveles hormonales. Los efectos podrían reflejarse en aspectos tan diferentes como el carácter (pubertad) o la aparición del acné.

## Alimentos que los contienen
De acuerdo con un estudio canadiense 
, la semilla de lino o linaza contiene la cantidad de fitoestrogenos más elevada (lignano) seguido de la soja y el tofú (isoflavonas) tres. También la Pueraria mirifica contiene fitoestrógenos y se usa para mejora de mamas.
Aquí se muestra una tabla con las diferentes cantidades de fitoestrógenos y los alimentos que lo contienen: 
| Alimento            | Tipo principal de fitoestrógeno           | Contenido estimado (mg/100g) |
| ------------------- | ----------------------------------------- | ---------------------------- |
| Soja (semilla)      | Isoflavonas                               | 103 – 150                    |
| Tofu                | Isoflavonas                               | 27 – 35                      |
| Leche de soja       | Isoflavonas                               | 2.5 – 10                     |
| Semillas de lino    | Lignanos                                  | 300 – 379                    |
| Semillas de sésamo  | Lignanos                                  | 160 – 350                    |
| Garbanzos           | Isoflavonas                               | 2 – 10                       |
| Lentejas            | Isoflavonas                               | 1 – 3                        |
| Avena               | Lignanos                                  | 0.3 – 0.6                    |
| Trigo integral      | Lignanos                                  | 0.1 – 0.5                    |
| Manzana             | Flavonoides (débil actividad estrogénica) | 0.5 – 1.5                    |
| Granada             | Lignanos y flavonoides                    | 0.1 – 1.0                    |
| Té verde (infusión) | Flavonoides                               | 0.2 – 0.5 (por taza)         |